# Intermeccanica
La Costruzione Automobili Intermeccanica (oggi conosciuta come Intermeccanica International Inc. o più semplicemente Intermeccanica) è una casa automobilistica fondata a Torino nel 1959 da Frank Reisner. Oggi la compagnia è guidata da Henry Reisner, figlio di Frank, e ha il suo quartier generale a Vancouver.

## Storia

### La fondazione e gli anni in Italia

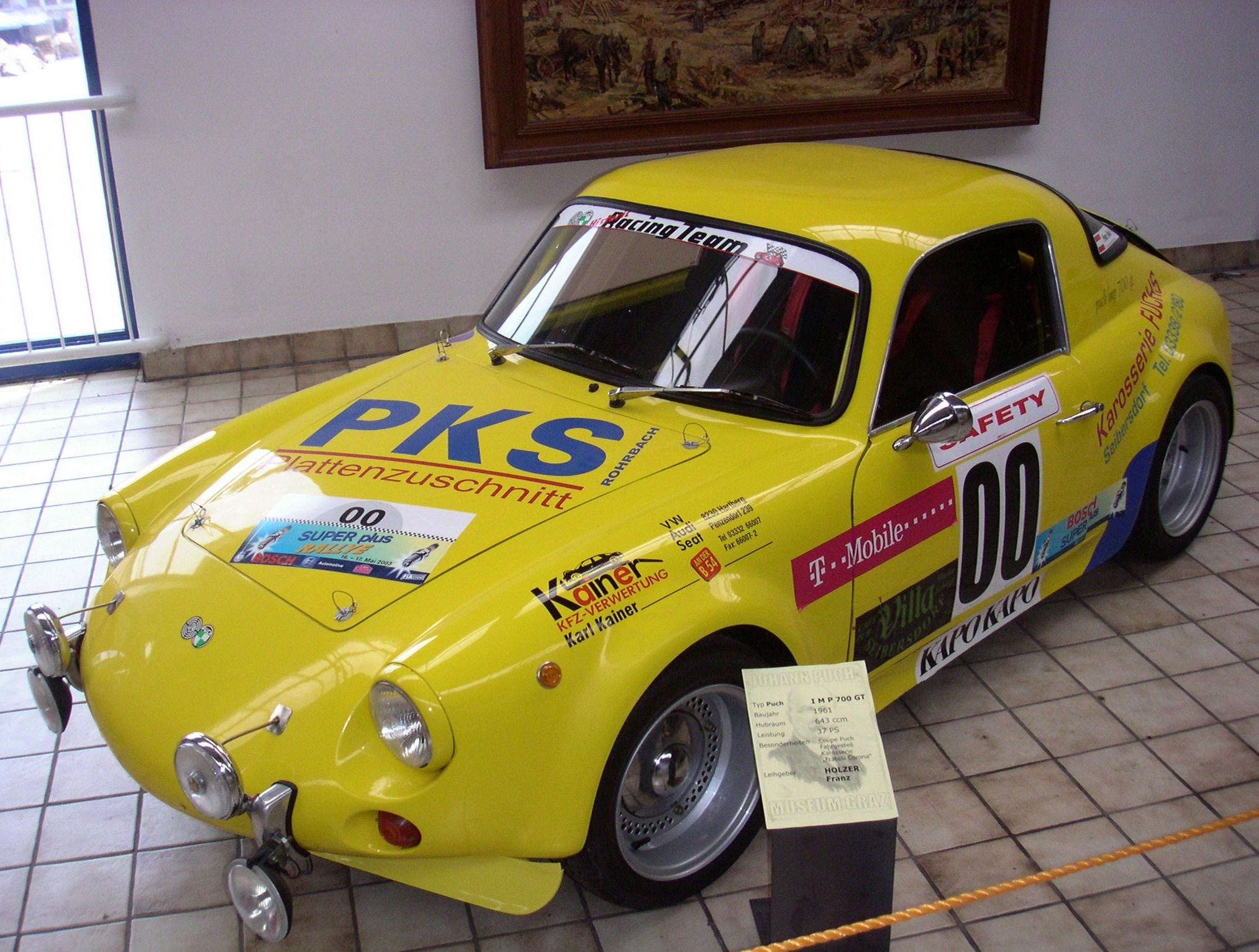
Una Intermeccanica Puch IMP 700 GT Coupé (1961)

Intermeccanica ha iniziato la sua attività preparando kit di elaborazione per auto esistenti, quali Renault, Peugeot, SIMCA, DKW e altre. I kit comprendevano la sostituzione di vari pezzi originali del motore e della meccanica con altri più performanti, tra carburatori, camme, filtri.
I prodotti Intermeccanica si potevano applicare a circa una cinquantina di automobili europee e venivano esportati in tutto il mondo; un mercato di particolare successo per l'azienda, nei primi anni, fu il Sudafrica. Nel nordamerica i prodotti venivano importati dalla STEBRO, che li commercializzava con il proprio marchio.

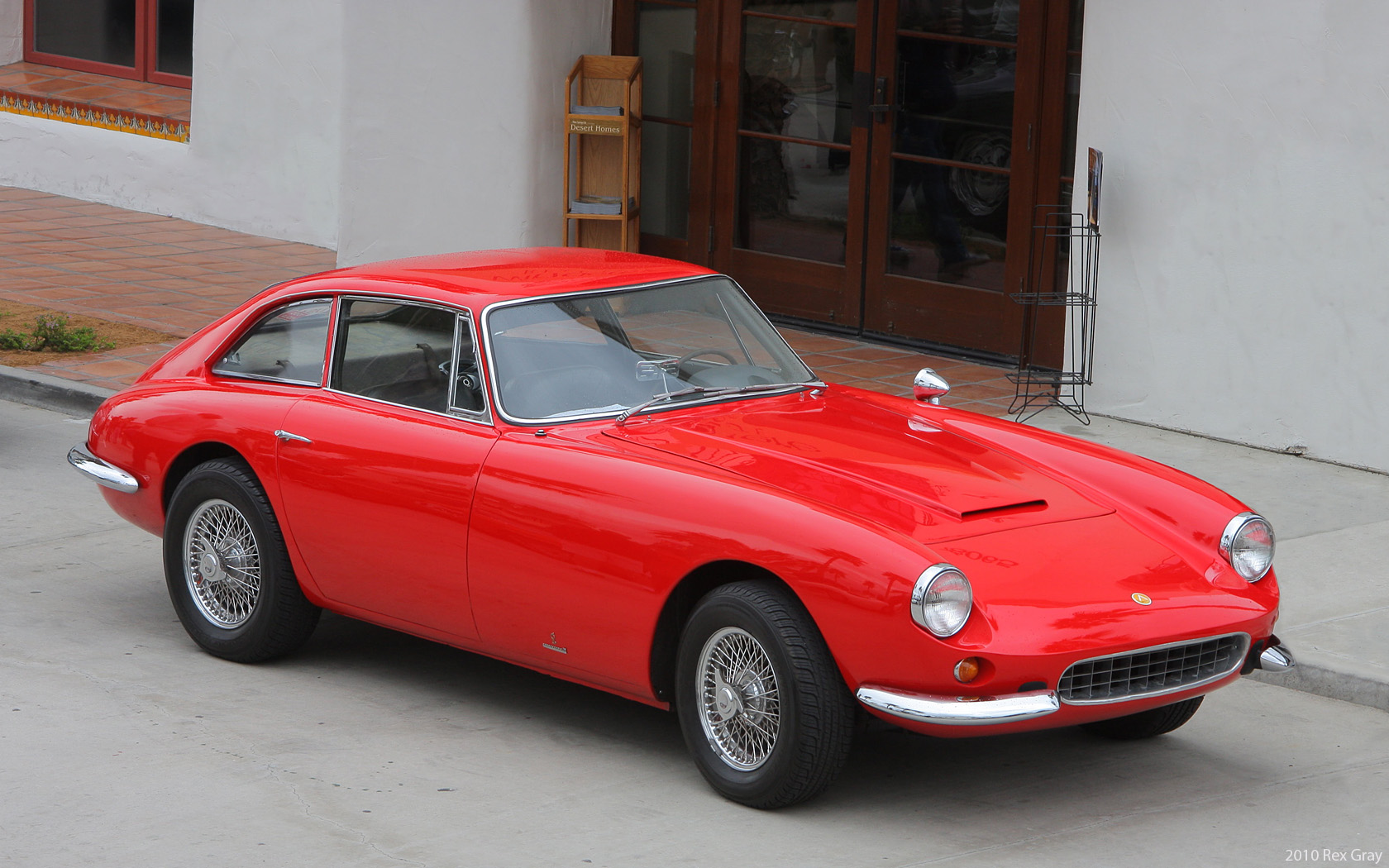
Una Apollo GT

Nel 1963 Intermeccanica si presentò al Salone dell'Automobile di Torino con un proprio modello, l'Apollo GT, elaborato in collaborazione con una società di San Francisco (oggi di Oakland). L'Apollo GT montava il nuovo motore V8 in alluminio della Buick e il cambio della stessa casa. Tra il 1961 e il 1965 sono state prodotte 90 vetture coupé più 11 versioni decappottabili della stessa Apollo. Al New York Automobile Show del 1965 una versione con carrozzeria 2+2 di questa vettura fu giudicata la migliore auto del salone. Nel frattempo la casa continuava con le sue opere di elaborazione e personalizzazione di automobili di altri marchi, anche come prototipi da proporre per la produzione.

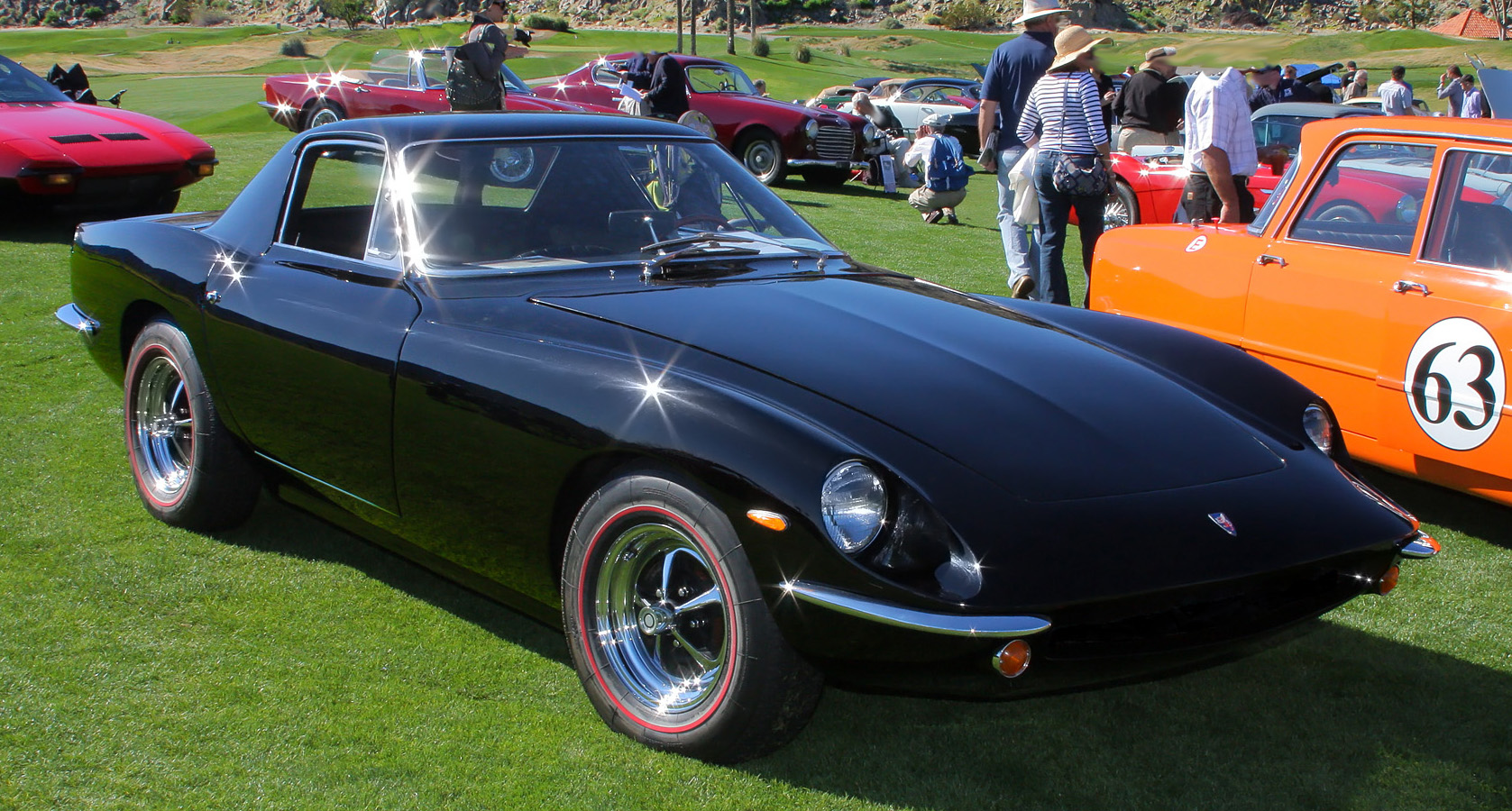
Una Griffith GT

Nel 1966 si cominciò un nuovo progetto assieme all'imprenditore Jack Griffith di New York, per realizzare una nuova vettura in acciaio grazie anche alla consulenza del disegnatore ex-BRM John Crosthwaite. Nacque così la “Griffith GT”, ribattezzata in seguito Omega dal nuovo collaboratore che sostituì Griffith alla chiusura della sua attività newyorkese. Per questi disguidi, divenne chiaro a tutti che Intermeccanica doveva svilupparsi ulteriormente per riuscire a produrre e assemblare tutte le sue vetture direttamente in Italia. Grazie all'aiuto del Credito Italiano l'azienda riuscì a raggiungere una produzione annuale di 100, 120 vetture e a fondare un proprio distributore negli Stati Uniti.
In questo periodo le auto Intermeccanica erano equipaggiate con motori V8 di origine Ford e con cambi della stessa casa.

### Il successo
Sempre nello stesso anno, dalla matita di John Crosthwaite e Franco Scaglione esce l'Italia, coupé (e successivamente spider) di notevole successo, dato che ne furono prodotte più di 500 esemplari tra il 1966 e il 1970. In un primo momento il nome doveva essere “Torino”, come la città della casa, ma era già stato registrato da Ford per una propria linea di autovetture. Le Italia furono molto apprezzate in Europa e nell'America settentrionale, tanto che al New York Automobile Show del 1969, Intermeccanica si presentava con 3 diversi stand. Al Salone dell'Automobile di Torino dello stesso anno fu presentata anche una variante, l'”Italia IMX”, che però non raggiunse mai la produzione.

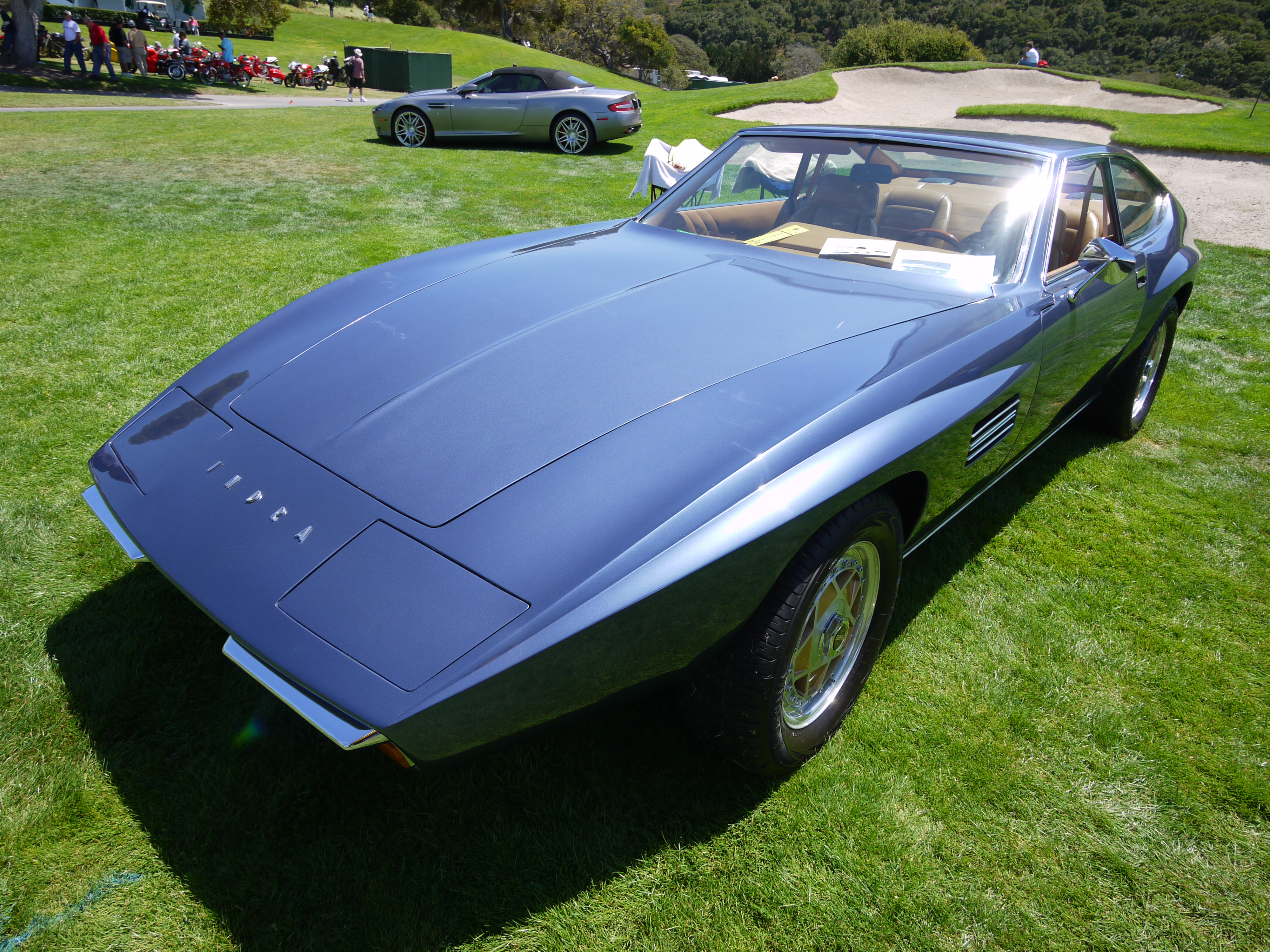
Una Indra del 1974

Tra il 1967 e il 1969 vengono prodotte le Murena, tutte esportate negli Stati Uniti. Vetture giardinette dalla chiara impronta sportiva, erano dotate di motori Ford 429 Hi Performance ed equipaggiate con finiture di pregio quali sedili in pelle, strumentazione derivata dall'aeronautica, tappetini in pelo fitto, ecc.
Il grande successo ottenuto dalle Italia in Europa, specialmente in Germania, attirò l'attenzione di Opel che iniziò una collaborazione per produrre una nuova sportiva fuoriserie con meccaniche e freni Opel e motori Chevrolet 350. Nel 1971 nasceva così la Indra, presentata al Salone dell'Automobile di Ginevra.
L'auto ebbe un gran successo e ne furono sviluppate tre varianti (coupé, spider e fastback) vendute in tutti i mercati fino al 1974. In quell'anno, un cambio improvviso di GM nelle proprie politiche, fece mancare di colpo a Intermeccanica sia le meccaniche Opel, sia i motori Chevrolet, sia parte della rete di distribuzione, con conseguenze disastrose per la casa torinese.

### La crisi e il nuovo corso in America
L'anno successivo l'azienda fu trasferita in California, prima a San Bernardino, dove la municipalità e l'Economic Development Council degli Stati Uniti sembrava fossero pronti a finanziare nuovi progetti, e un anno dopo ancora a Santa Ana, dove Frank Reisner riuscì a trovare in Tony Baumgartner un socio più solido. Nel frattempo le attività della casa continuavano con la realizzazione di repliche dei modelli Jaguar e Porsche, ora sotto il nome di Automobili Intermeccanica.

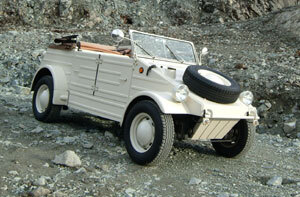
Un Kubelwagen replica

La crisi economica californiana della fine degli anni '70 costrinse la società a rilocalizzarsi di nuovo, questa volta a Vancouver con il nome di Intermeccanica International Inc. (nome e luogo mantenuti fino a oggi) e producendo una replica della Porsche Convertibile "D" del 1959. Con questo modello la società si riposizionò sui mercati del Canada, degli Stati Uniti e del Giappone.
Questo modello verrà mantenuto in produzione fino a oggi, seppur con le opportune modifiche e gli aggiornamenti tecnici.
Verso la metà degli anni '90 si inizia la produzione di un fuoristrada basato sulla Volkswagen Kübelwagen, sviluppata dalla casa tedesca durante la seconda guerra mondiale.
Nel 2001 il fondatore Frank Reisner morì in seguito a complicazioni del suo stato di salute. Il figlio Henry, che iniziò a lavorare nella società di famiglia dai tempi delle scuole superiori, ne ha quindi preso le redini, diventando l'attuale presidente. La sua attività, in questo momento, punta a consolidare ed espandere la produzione e la vendita nei tre mercati in cui l'azienda è presente.

## Lista di autovetture
- Apollo GT (1961-1965)
- Intermeccanica Puch IMP 700 GT Coupé (1961)
- Veltro (1965), prototipo
- Griffith GT/Omega (1966-1970)
- Italia (1966-1970)
- Phoenix (1966), prototipo
- Murena (1967-1969)
- Italia IMX (1969), prototipo
- Centaur (1970), un solo esemplare
- Indra (1971-1974)
- Squire (1973), una Jaguar SS replica
- Porsche Convertibile "D" replica (1981-oggi)
- Volkswagen Kubelwagen replica (1995-oggi)